# Albert Rösti
Albert Rösti (Frutigen, 7 de agosto de 1967) é um político suíço filiado ao Partido Popular Suíço (SVP). É um dos sete ministros que compõem o Conselho Federal, que exerce a chefia de Estado da Suíça. Ele foi eleito em 7 de dezembro de 2022, pelo Cantão de Berna.